# Heiliger Bimbam
Heiliger Bimbam wird im umgangssprachlichen Gebrauch als Ausruf des Erstaunens oder Erschreckens genutzt.

## Herkunft und Bedeutung
In der deutschen Sprache wird der Ton von Kirchenglocken lautmalerisch mit „bim-bam“ umschrieben. Dem hohen Ton der Glocke entspricht ein hoher Vokal, dem tiefen (tieferen) Ton ein tiefer Vokal – es existiert also eine Analogie zwischen Glockenton und Vokal, zwischen einem außersprachlichen Bereich und der Sprache.
Dass aus deutschen Kirchtürmen ein hoher und ein tiefer Ton erklingt, der zu der Beschreibung „bim-bam“ führt, ist das Werk von Läute-Automaten. Dies ist für Kirchen nicht selbstverständlich, denn z. B. in England wird in rund 6.000 Kirchen von Hand geläutet: In dem dort praktizierten Wechselläuten gibt es kein „Bimbam“, sondern Tonmuster, die sich nicht wiederholen.
„Heiliger Bimbam“ ist ein Ausdruck der erstaunten oder erschrockenen Betroffenheit, vergleichbar zu dem Ausruf „ach du Schreck!“ Dabei ist es eine ironisierende und scherzhafte Abwandlung der in früheren Jahrhunderten üblichen Anrufung von Heiligen. Da „Bimbam“ früher umgangssprachlich auch für Penis oder Hodensack stand, ist eine versteckte sexuelle Nebenbedeutung möglich.
Neben dem kurzen „heiliger Bimbam“ werden auch längere Formen wie „Du heiliger Bimbam“ oder „ach Du heiliger Bimbam“ gebraucht.